# Castell Rosselló
Castell Rosselló (o Castellrosselló) és un poble del terme comunal de Perpinyà, a la comarca del Rosselló, de la Catalunya del Nord.
Està situat a l'extrem oriental del terme comunal al qual pertany, enlairat a la riba dreta de la Tet. A causa de l'alçada de la seva torre romànica és visible des de molt lluny.

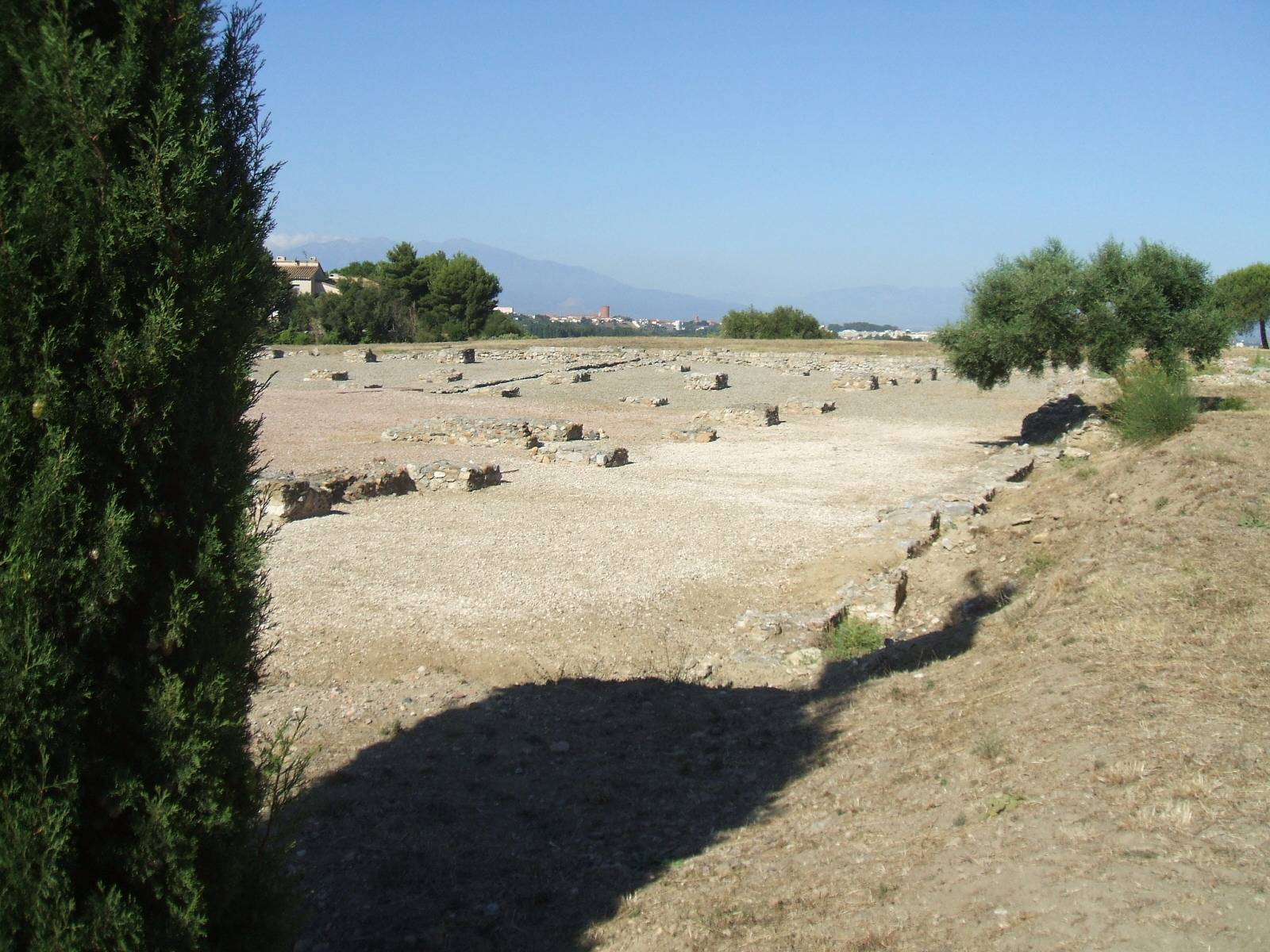
Restes del fòrum de Ruscino

Conté les restes de la colònia romana Iulia Ruscino, la primitiva població ibèrica i romana, el nom de la qual ha donat pas a Rosselló i, descobertes més recentment, les ruïnes de la comanda templera de Bajoles. Havia estat una colònia important, amb fòrum, cosa que demostra que exercia de capital del Rosselló, com també corrobora la documentació existent. Fou destruïda en les invansions franques del segle iii, però fou rehabilitada pels carolingis, que hi mantingueren la capitalitat, que fou conservada pels carolingis.
Castell Rosselló fou la seu d'una senyoria en mans de la família dels Castellrosselló, un dels quals apareix com a gilós en la llegenda del cor menjat, que narra la desgraciada mort, no corroborada per la documentació històrica, del trobador Guillem de Cabestany a mans de Ramon de Castellrosselló.
Al segle xiii aquesta família havia desaparegut, i el lloc era en mans d'una branca secundària dels vescomtes de Castellnou, dels quals passà a Andreu de Fonollet a la segona meitat del segle xiv, i posteriorment als Perapertusa, dins del mateix segle, als Vivers, a mitjan segle xv, i als Canta, ja al XVI.
De l'antic Castell Rosselló es conserva l'alta torre de l'homenatge, del segle xiii, també esmentada en la llegenda del cor menjat. També hi ha la que fou església parroquial del poble, romànica, de Santa Maria i Sant Pere de Castell Rosselló.
A l'est de Castell Rosselló hi havia hagut, fins a l'edat mitjana, el poble de Vilarnau, tret a la llum en acurades prospeccions arqueològiques. Era ja dins del terme de Canet de Rosselló, però part de les seves terres, així com el Castell de Vilarnau, desaparegut, eren dins de l'actual terme de Perpinyà. A l'oest, Castell Rosselló tenia la comanda templera de Bajoles, ja esmentada.